# Trifolium dubium
Trifolium dubium es una especie herbácea perteneciente a la familia de las fabáceas con una distribución global.  

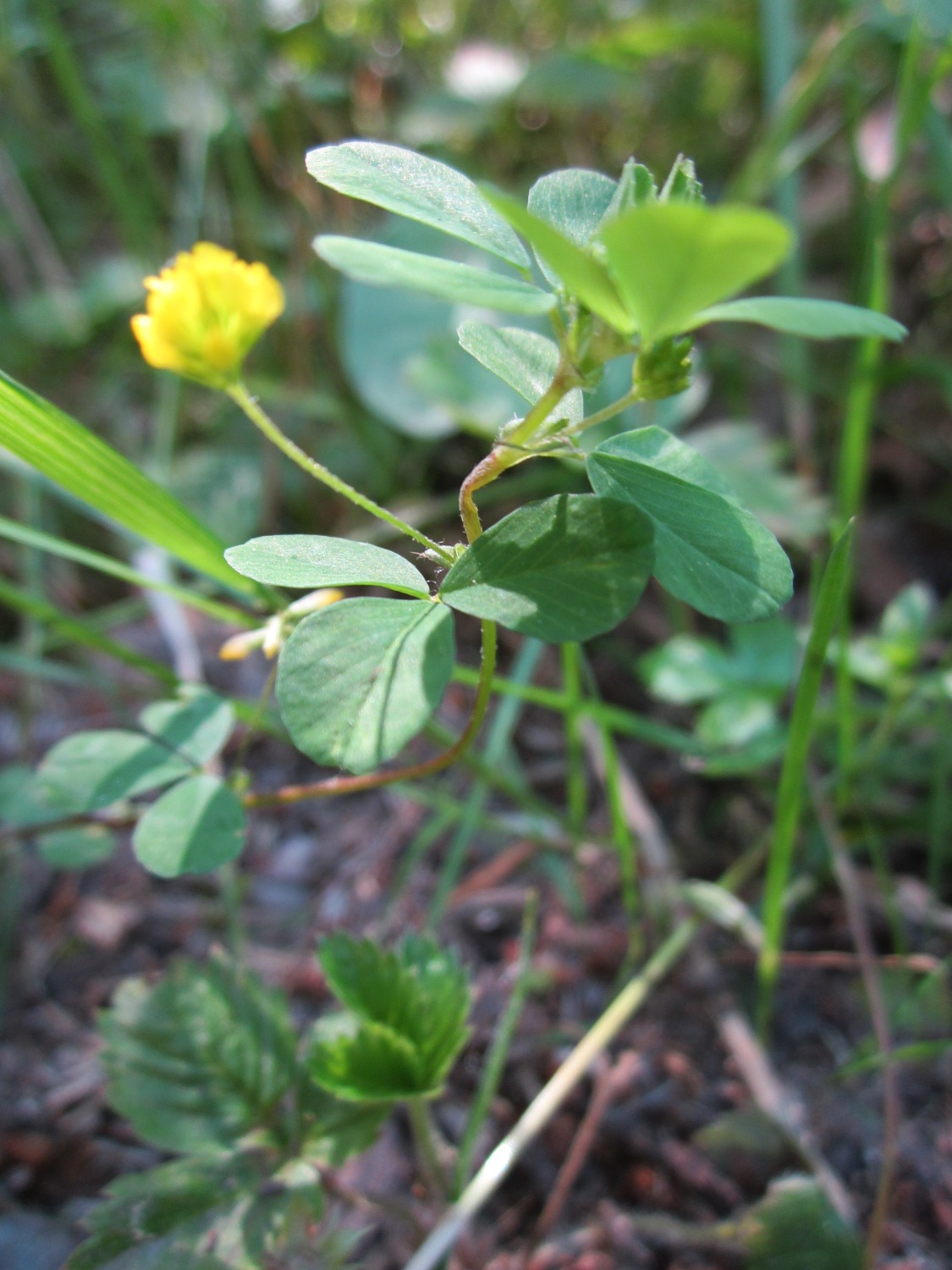
Vista de la planta

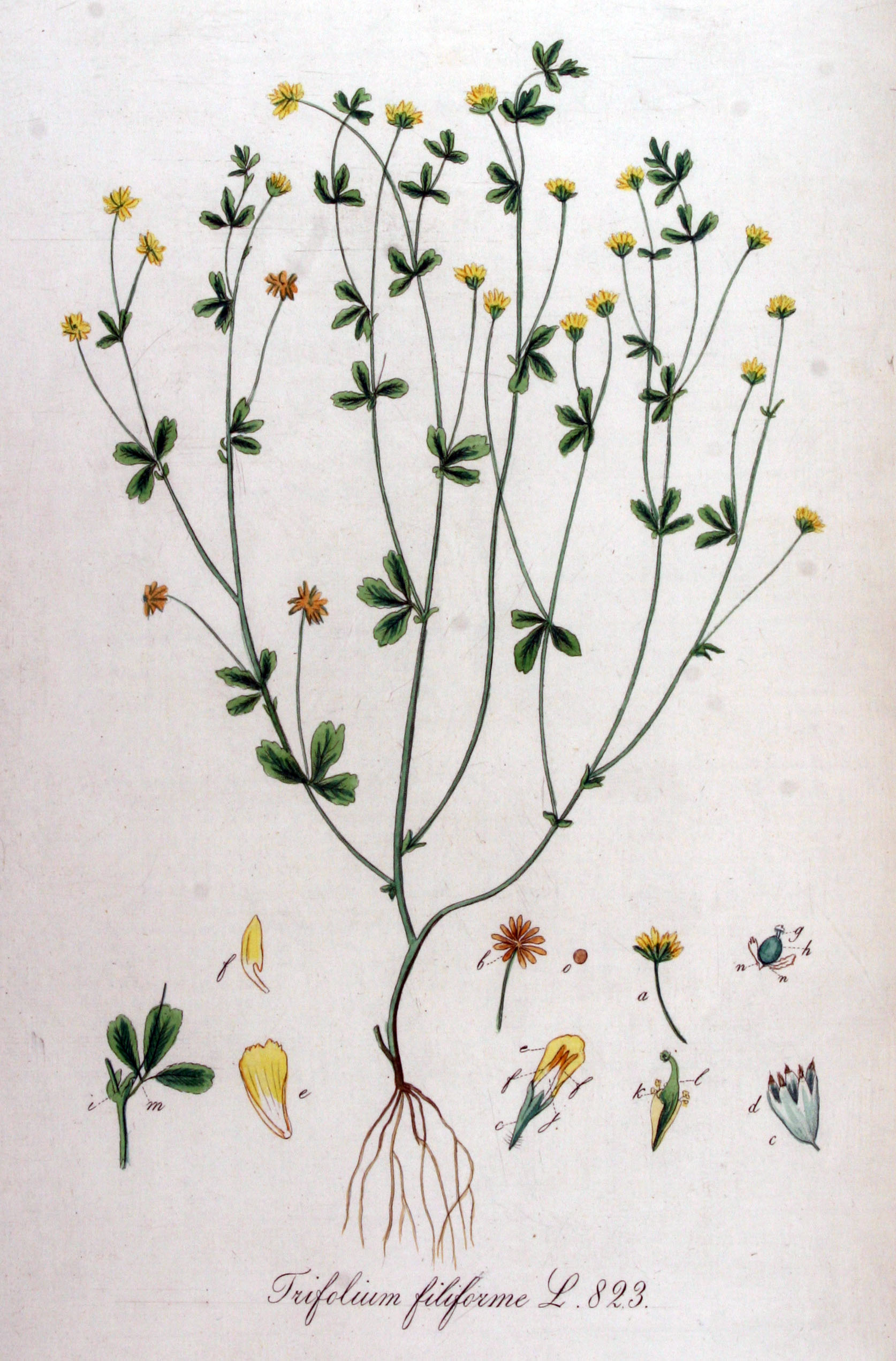
Ilustración

## Descripción
Trifolium dubium es una hierba de crecimiento anual,  con tallos que alcanzan un tamaño de 20–30 cm de alto; tallos erectos a ascendentes, escasamente pilosos. Folíolos obovados a oblanceolados, 5–10 (–15) mm de largo y 3–6 mm de ancho, ápice redondeado, a veces retuso, base cuneada, margen dentado, nervios secundarios prominentes; pecíolos 0.4–1 (–1.2) cm de largo, estípulas mayormente ovadas, 3–5 mm de largo. Inflorescencias racemosas, axilares, densas, flores 3–20, pedúnculos mucho más largos que las hojas subyacentes, pubescentes, flores subsésiles o cortamente pediceladas; cáliz 1.5–2 mm de largo, tubo campanulado, glabro, diente superior más corto que el tubo, dientes inferiores 2 veces la longitud del tubo; corola 3–4 mm de largo, blanca a amarilla, estandarte obovado a ovado, alas y quilla más cortas que el estandarte, auriculadas, unguiculadas; ovario oblongo, 1–4-ovulado, glabro, estilo ligeramente curvado, de 0.5 mm de largo, persistente. Frutos comprimidos; semilla 1, elipsoidal, de 1.3 mm de largo.

## Distribución y hábitat
Se encuentra en herbazales de plantas anuales, en substrato silíceo y encharcado periódicamente, bordes de caminos, etc.; a una altitud de 0-1700 m. Europa –por debajo de 60° N–, SW de Asia, NW de África y Macaronesia (Azores, Madeira y Canarias); introducida en EE. UU.

## Taxonomía
Trifolium dubium fue descrita por John Sibthorp y publicado en Flora Oxoniensis 231. 1794.
Etimología
Trifolium: nombre genérico derivado del latín que significa "con tres hojas".
dubium: epíteto latino que significa "dudoso".
Sinonimia
- Amarenus flavus C. Presl
- Chrysaspis dubia (Sibth.) E.H.Greene
- Chrysaspis dubia (Sibth.) Desv.
- Trifolium filiforme sensu auct.
- Trifolium filiforme var. dubium (Sibth.) Fiori & Paol.
- Trifolium filiforme subsp. dubium (Sibth.) Gams
- Trifolium filiforme var. dubium (Sibth.) Fiori & Paoletti
- Trifolium flavum C. Presl
- Trifolium luteolum Schur
- Trifolium minus Sm.
- Trifolium praticola Sennen
- Trifolium procumbens sensu auct.
- Trifolium procumbens "L., p.p."[4][5]